# Fours (Nièvre)
Fours é uma comuna francesa na região administrativa de Borgonha-Franco-Condado, no departamento de Nièvre. Estende-se por uma área de 25,53 km². Em 2010 a comuna tinha 650 habitantes (densidade: 25,5 hab./km²).